# Pontus Engblom
Pontus Engblom (Sundsvall, Suecia, 3 de noviembre de 1991) es un futbolista sueco. Juega de delantero y su equipo actual es el GIF Sundsvall de la Superettan.

## Clubes
| Club                   | País    | Año       |
| ---------------------- | ------- | --------- |
| IFK Sundsvall          | Suecia  | 2007-2008 |
| AIK Estocolmo          | Suecia  | 2009-2012 |
| Väsby United (cedido)  | Suecia  | 2009      |
| Västerås IK (cedido)   | Suecia  | 2009      |
| Väsby United (cedido)  | Suecia  | 2010      |
| Västerås IK (cedido)   | Suecia  | 2010      |
| GIF Sundsvall (cedido) | Suecia  | 2011      |
| FK Haugesund           | Noruega | 2012-2015 |
| GIF Sundsvall (cedido) | Suecia  | 2013      |
| Sandnes Ulf            | Noruega | 2015-2016 |
| Strømsgodset IF        | Noruega | 2017-2018 |
| Sandefjord             | Noruega | 2018-2019 |
| GIF Sundsvall          | Suecia  | 2020-     |